# Herbita somnolenta
Herbita somnolenta är en fjärilsart som beskrevs av W. Warren 1904. Herbita somnolenta ingår i släktet Herbita och familjen mätare. Inga underarter finns listade i Catalogue of Life.